# Rough and Ready
| 전문가 평가                   | 전문가 평가 |
| 평가 점수                     | 평가 점수   |
| 출처                          | 점수        |
| ----------------------------- | ----------- |
| AllMusic                      | [ 1 ]       |
| The Rolling Stone Album Guide | [ 2 ]       |
| The Village Voice             | C+          |

《Rough and Ready》는 영국의 록 밴드 제프 벡 그룹의 세 번째 스튜디오 음반이자 두 번째 제프 벡 그룹의 두 번째 스튜디오 음반이다. 1971년 에픽 레코드에 의해 발매된 이 음반은 벡의 리드 기타에 대항하기 위해 재즈, 솔, R&B 에지를 더 많이 특징으로 했다. 작곡가로서 벡은 《Rough and Ready》에 이전보다 더 많은 곡을 기여했다. 벡은 바비 텐치를 보컬리스트로 영입했고, 키보디스트 맥스 미들턴을 듣는 것도 이번이 처음이다. 이 라인업의 다른 멤버들은 드러머 코지 파월과 베이시스트 클라이브 샤먼이다.

## 배경
4월 초에 제프 벡은 키보디스트 맥스 미들턴, 드러머 코지 파월, 베이시스트 클라이브 샤먼, 보컬이스트 알렉스 리거트우드와 함께 제프 벡 그룹을 개혁했다. 그해 4월 말, 이 새로운 밴드는 런던의 아일랜드 스튜디오에서 녹음을 시작했다. 그들은 벡의 곡을 작업했고 리거트우드의 가사가 들어간 〈Situation〉에 집중했다. 〈Morning Dew〉와 같은 다른 곡들은 트래픽과 롤링 스톤스와 함께 일했던 프로듀서 지미 밀러의 도움으로 주목을 받았다.
1971년 5월, 일주일간의 녹음 세션 후에 벡은 락 레코드를 떠나 CBS와 새로운 음반 계약을 맺었다. CBS의 자회사인 에픽 레코드는 벡의 작품을 발표하도록 배정받았고, 아일랜드 스튜디오 테이프가 보컬에 만족하지 않는다는 소식을 들었다. 5월 동안, 벡은 새로운 보컬리스트를 찾기 시작했다. 5월 말, 바비 텐치가 그의 밴드 가스와 함께 공연하는 것을 들은 후, 그는 그를 밴드의 보컬로 고용했다. 텐치는 새 가사를 쓰고 자신의 보컬을 음반에 추가하는 데 몇 주밖에 걸리지 않았고, 이후 벡과 다른 밴드 멤버들이 이전에 녹음한 트랙에서 믹싱이 재개되었다. 1971년 7월 초, 밴드는 음반을 끝내기 위해 아일랜드 스튜디오로 돌아왔고 벡이 프로듀서를 맡았다. 《Rough and Ready》는 1971년 10월 25일 영국에서 발매되었고, 1972년 2월에 이어 미국에서 16일간의 프로모션 투어가 이어졌고, 음반은 결국 음반 차트에서 46위에 올랐다.

## 곡 목록
모든 곡들은 특별한 언급이 없는 한 제프 벡에 의해 작사/작곡하였다.
| #  | 제목                | 작사·작곡   | 재생 시간 |
| -- | ------------------- | ----------- | --------- |
| 1. | 〈Got the Feeling〉 |             | 4:46      |
| 2. | 〈Situation〉       |             | 5:26      |
| 3. | 〈Short Business〉  |             | 4:55      |
| 4. | 〈Max's Tune〉      | 맥스 미들턴 | 8:24      |

| #  | 제목                       | 작사·작곡         | 재생 시간 |
| -- | -------------------------- | ----------------- | --------- |
| 5. | 〈I've Been Used〉         |                   | 3:40      |
| 6. | 〈New Ways / Train Train〉 |                   | 5:52      |
| 7. | 〈Jody〉                   | 벡, 브라이언 쇼트 | 6:06      |